# Уланово (Иркутская область)
Уланово — упразднённый посёлок в Слюдянском районе Иркутской области, входил в Маритуйское муниципальное образование. 

## География
Уланово располагалось у южного подножия Олхинского плато на юго-западном побережье озера Байкал на 98 километре Кругобайкальской железной дороги.

## История
Поселок был основан как посёлок строителей Кругобайкальской железной дороги в 1902 году. Станцию Уланово на КБЖД, после того, как этот участок дороги стал тупиковым, ликвидировали. Сейчас на этом месте осталось только каменное водоподъёмное здание с трубой и фундаменты разрушенных построек. Уланово упразднено 4 декабря 2023 года Законом Иркутской области.

## Население
| 2002 | 2010 | 2011 | 2012 |
| ---- | ---- | ---- | ---- |
| 0    | →0   | →0   | →0   |

## Достопримечательности
В настоящее время близ бывшего посёлка расположена турбаза ВСЖД "Хвойная". Рядом с базой чистый мелкогравийный пляж.

### Галерея
- В посёлке Уланово Слюдянского района Иркутской области.
- Турбаза «Хвойная» на 98 км КБЖД
- Станция «Уланово»